# École de théologie évangélique du Québec
 (mars 2016).
L'École de théologie évangélique du Québec (ETEQ) est un institut de théologie évangélique interconfessionnel à Montréal, Québec, au Canada. L'école offre des formations de théologie évangélique.

## Histoire
L'école a ses origines dans l'Institut Biblique VIE, fondé en mai 1999 à Québec par l'Alliance chrétienne et missionnaire du Canada . Le siège principal a été déplacé à Montréal en 2004 et un partenariat a été conclu avec l'École de Théologie Évangélique de Montréal (de courant mennonite) pour un institut de théologie interconfessionnel . En 2016, l’école a fusionné avec l'École de Théologie Évangélique de Montréal et a pris le nom d’École de théologie évangélique du Québec.

## Programmes
L’école offre des programmes en théologie évangélique, dont le baccalauréat et la  maîtrise .

## Partenaires
L’école est interconfessionnelle et a ainsi diverses confessions évangéliques partenaires .
L'ETEQ est partenaire de la faculté de Théologie et de sciences religieuses de l'Université Laval.